# Fresnes (Valle del Marne)
 Fresnes  es una comuna y población de Francia, en la región de Isla de Francia, departamento de Valle del Marne, en el distrito de L'Haÿ-les-Roses. La comuna conforma el cantón homónimo.
Está integrada en la Communauté d'agglomération Val de Bièvre .

## Demografía
| 361 | 327 | 330 | 336 | 386 | 415 | 453 | 427 | 433 | 451 | 555 | 471 | 542 | 510 | 594 | 611 | 853 | 2 400 | 2 814 | 3 037 | 3 869 | 3 722 | 5 239 | 6 023 | 8 734 | 7 750 | 21 527 | 26 847 | 28 539 | 25 902 | 26 959 | 25 213 | 25 115 |
| Para los censos de 1962 a 1999 la población legal corresponde a la población sin duplicidades (Fuente: INSEE [Consultar]) |     |     |     |     |     |     |     |     |     |     |     |     |     |     |     |     |       |       |       |       |       |       |       |       |       |        |        |        |        |        |        |        |